# 氣自豪
氣自豪，是日本純種競賽馬匹。生涯稱霸長途賽事，曾於2018年贏得菊花賞，更於2019及2020年連霸春季天皇賞，亦令其奪得當年的最佳4歲及以上雄馬榮譽。

## 出賽前
2015年1月20日出生於北海道安平町北部牧場，成長途中於一口馬主俱樂部Sunday Racing Co. Ltd.進行馬主募集。
其後交由美浦訓練中心練馬師手塚貴久訓練。

## 競賽生涯

### 3歲
2018年1月28日出戰3歲新馬戰，原定由李慕華策騎，但騎師隨後更改爲石橋脩。比賽開始後，其雖然開閘後處於較後位置，但隨即爬升至第六左右展開推進，通過第二彎道時更進佔第二的位置。進入直路後，其開始衝刺保持速度，最終成功抵擋後方Sunrise Shell及Pastourelle之下取得首勝。
4月14出戰條件戰山藤賞，比賽初段採用留後戰術，於比賽途中逐步向前爬升，最終成功於直路衝出下以2 1/2馬位取得勝利。
夏季並未進入放草而是出戰日經電台賞，賽前獲得第一人氣。比賽開始後，其選擇於最後方位置追走，比賽途中保持緩慢的節奏並未上前。通過第四彎道後，其由後方衝出並跑出後600米34.4秒的驚人末腳，可惜仍然未能追上一早處於前方的Meisho Tekkon，以1/2馬位差距落敗得第二。
短暫放草休養後出戰10月21日的菊花賞，由於本次爲其首次出戰一級賽，因而僅獲得第七人氣。比賽開始後，其選擇居中戰術停留於約莫第七的位置，比賽初段保持穩定的節奏，直路第二彎道至第三彎道之間才逐步上前。進入直路後，其隨即由中團靠前位置衝出，轟出後600米33.9秒的恐怖末腳下，成功以鼻位優勢壓過一同衝出的振奮士氣奪得首個一級賽冠軍，僅出戰四場比賽就贏得菊花賞亦打破紀錄。

### 4歲
2019年首戰爲美國賽馬會盃，雖然賽前獲得第一人氣，但於直路上未能超越率先衝出的意式甜釀，最終以頭位差距遺負。
4月28日出戰春季天皇賞，原先被視爲大熱的意式甜釀因於訓練途中骨折而急逝，因而氣自豪成爲了第一人氣。比賽開始後，其仍然選擇於中團位置追走，但本次比賽騎師李慕華早於進入對面直路經已指揮其加速，導致其於第四彎道時候經已取得領先。進入直路後，其和一同衝出的耀滿瓶展開對領先位置的爭奪，最終於氣自豪率先透出的情況下，其成功以頸位壓過對手贏得了平成年代最後一個一級賽冠軍。
其後陣營宣佈將安排其遠征法國出戰凱旋門大賽，並以國內的札幌紀念作爲熱身，但於其中落後於防爆裝束及白日彗星以第三完賽。
完成札幌紀念前往檢疫，先於9月抵達英國新市場馬場，其後於10月前往隆尚馬場作最後準備。
10月6日按照計劃出戰凱旋門大賽，雖然比賽初段一直保持於先頭有利位置，然而進入直路後受到被喻爲「隆尚游泳池」的大爛地影響，最終失速之下以包尾第十二完賽。
回國後稍作調整並出戰有馬紀念，由於主戰騎師李慕華選擇策騎另一匹由其主戰的賽駒杏目，因而由池添謙一代打策騎。比賽開始後，其緊跟於杏目後方於中團位置追走，進入直路後開始加速超越失速的杏目取得連勝，然而隨後被於外檔加速的雍容白荷、農神節慶及世界首映超越，最終以第四完賽。

### 5歲
進入2020年，其於未出戰任何前哨戰的情況下直走春季天皇賞。比賽開始後前方由神業帶出，而氣自豪則於中團位置穩步追走。進入直路後，其隨即加速衝刺，跑出全場最佳末腳之下和第十一人氣伏兵三幕劇以平頭姿態衝線，最終於照片判定下氣自豪以鼻位的細微差距奪得，成爲史上第五匹連霸春季天皇賞的賽駒。而鞍上的騎師李慕華亦憑藉於2018及2019年分別策騎金之霸及杏目贏得秋季天皇賞後，再加上氣自豪的春季天皇賞連霸，達成了史無前例的天皇賞四連霸偉業。
完成春季天皇賞後原定出戰寶塚紀念，但因過勞疲累而避戰此項賽事並進入休養。
秋季原定以產經賞作復出，但賽前出現發燒症狀而決定直走秋季天皇賞。由於李慕華再度選擇策騎杏目，因而本次比賽由福永祐一代打策騎。比賽開始後，其選擇於第十左右的位置等待時機，雖然進入直路後轟出後600米32.7秒的恐怖末腳，但仍然未能追上前方的杏目，最終以1/2馬位差距落敗。
其後出戰有馬紀念，雖然於直路成功衝出，但其後被創世駒及大海之女超越以第三完賽。
有馬紀念賽後其被發現右前腳有發熱且腫脹的症狀，經過詳細檢查過後樂意嗯爲韌帶炎，最終陣營於2021年1月6日安排其退役。
年末，由於其在本年度達成春季天皇賞連霸，且爲唯一一匹勝出草地古馬混合一級賽的雄馬[a]，因而於評選中以241票當選最佳4歲及以上雄馬。

### 詳細賽績
| 日期       | 舉辦國家 | 馬場     | 距離   | 級別 | 賽事名稱     | 負重 | 騎師     | 馬號 | 出馬 | 名次 | 時間    | 頭馬（二馬）        |
| ---------- | -------- | -------- | ------ | ---- | ------------ | ---- | -------- | ---- | ---- | ---- | ------- | ------------------- |
| 28/1/2018  | 日本     | 東京     | 草1800 |      | 3歲新馬      | 56   | 石橋脩   | 16   | 16   | 1    | 1:51.3  | （Sunrise Shell）   |
| 14/4/2018  | 日本     | 中山     | 草1800 |      | 山藤賞       | 56   | 石橋脩   | 9    | 11   | 1    | 1:48.1  | （Nishino Baseman） |
| 1/7/2018   | 日本     | 福島     | 草1800 | GIII | 日經電台賞   | 54   | 石橋脩   | 6    | 13   | 2    | 1:46.2  | Meisho Tekkon       |
| 21/10/2018 | 日本     | 京都     | 草3000 | GI   | 菊花賞       | 57   | 李慕華   | 12   | 18   | 1    | 3:06.1  | （振奮士氣）        |
| 20/1/2019  | 日本     | 中山     | 草2200 | GII  | 美國賽馬會盃 | 57   | 李慕華   | 4    | 11   | 2    | 2:13.7  | 意式甜釀            |
| 28/4/2019  | 日本     | 京都     | 草3200 | GI   | 春季天皇賞   | 58   | 李慕華   | 10   | 13   | 1    | 3:15.0  | （耀滿瓶）          |
| 8/18/2019  | 日本     | 札幌     | 草2000 | GII  | 札幌紀念     | 57   | 李慕華   | 9    | 14   | 3    | 2:00.3  | 防爆裝束            |
| 6/10/2019  | 法國     | 巴黎隆尚 | 草2400 | GI   | 凱旋門大賽   | 59.5 | 李慕華   | 6    | 12   | 12   | 2:41.70 | 樹林之靈            |
| 22/12/2019 | 日本     | 中山     | 草2500 | GI   | 有馬紀念     | 57   | 池添謙一 | 5    | 16   | 4    | 2:31.6  | 雍容白荷            |
| 3/5/2020   | 日本     | 京都     | 草3200 | GI   | 春季天皇賞   | 58   | 李慕華   | 14   | 14   | 1    | 3:16.5  | （三幕劇）          |
| 1/11/2020  | 日本     | 東京     | 草2000 | GI   | 秋季天皇賞   | 58   | 福永祐一 | 6    | 12   | 2    | 1:57.9  | 杏目                |
| 27/12/2020 | 日本     | 中山     | 草2500 | GI   | 有馬紀念     | 57   | 李慕華   | 13   | 16   | 3    | 2:35.1  | 創世駒              |

a 2020年草地古馬混合一級賽中，高松宮紀念由魔族閃焰勝出、大阪盃由旺紫丁勝出、安田紀念、短途馬錦標及一哩冠軍賽由放聲歡呼勝出、寶塚紀念及有馬紀念由創世駒勝出、秋季天皇賞及日本盃由杏目勝出，以上悉數爲雌馬。

## 退役後
退役後，氣自豪成爲了配種馬，於北海道日高町育馬者Stallion Station休養，在2021年進行配種工作，配種費視乎情況爲200萬或300萬日圓。首批子嗣於2022年出生。首批子嗣可於2024年出賽。

## 血統簡介
父系大震撼爲日本賽駒，爲日本賽馬史上第二匹無敗三冠馬，生涯出戰十四場賽事僅得兩場未能勝出，退役後配種成績亦極爲優秀。祖父週日寧靜是美國三冠賽雙軍馬，退役後在日本配種，在日本馬壇相當成功，贏得多項分級賽事，其子嗣贏得巨額獎金。
母系Lune d'Or爲法國賽駒，生涯戰績優秀，曾勝出意大利一級賽泰斯奧錦標及於約克郡橡樹大賽跑獲第三。外祖父Green Tune爲美國生產的法國賽駒，生涯戰績彪炳，曾勝出法國二千堅尼及伊斯巴翰錦標。

### 血統表
| 父線：週日寧靜系（Halo系）        |                           |               |                 |
| 種馬 大震撼 2002年（棗色）        | 週日寧靜 1986年（棕色）   | Halo          | Hail to Reason  |
| 種馬 大震撼 2002年（棗色）        | 週日寧靜 1986年（棕色）   | Halo          | Cosmah          |
| 種馬 大震撼 2002年（棗色）        | 週日寧靜 1986年（棕色）   | Wishing Well  | Understanding   |
| 種馬 大震撼 2002年（棗色）        | 週日寧靜 1986年（棕色）   | Wishing Well  | Mountain Flower |
| 種馬 大震撼 2002年（棗色）        | 風中秀髮 1991年（棗色）   | Alzao         | 利法爾          |
| 種馬 大震撼 2002年（棗色）        | 風中秀髮 1991年（棗色）   | Alzao         | Lady Rebecca    |
| 種馬 大震撼 2002年（棗色）        | 風中秀髮 1991年（棗色）   | Burghclere    | Busted          |
| 種馬 大震撼 2002年（棗色）        | 風中秀髮 1991年（棗色）   | Burghclere    | Highclere       |
| 繁殖雌馬 Lune d‘OR 2001年（棗色） | Green Tune 1991年（栗色） | 翠綠舞人      | 尼真斯基        |
| 繁殖雌馬 Lune d‘OR 2001年（棗色） | Green Tune 1991年（栗色） | 翠綠舞人      | Green Valley    |
| 繁殖雌馬 Lune d‘OR 2001年（棗色） | Green Tune 1991年（栗色） | Soundings     | 淘金者          |
| 繁殖雌馬 Lune d‘OR 2001年（棗色） | Green Tune 1991年（栗色） | Soundings     | Ocean's Answer  |
| 繁殖雌馬 Lune d‘OR 2001年（棗色） | Luth d'Or 1983年（棗色）  | Noir et Or    | Rheingold       |
| 繁殖雌馬 Lune d‘OR 2001年（棗色） | Luth d'Or 1983年（棗色）  | Noir et Or    | Pomme Rose      |
| 繁殖雌馬 Lune d‘OR 2001年（棗色） | Luth d'Or 1983年（棗色）  | Voile d'Amour | Luthier         |
| 繁殖雌馬 Lune d‘OR 2001年（棗色） | Luth d'Or 1983年（棗色）  | Voile d'Amour | Mandolinette    |
| 雌系：號族：20-d                  |                           |               |                 |
| 五代內近親交配：北地舞人 5×5      |                           |               |                 |

## 命名由來
名字Fierement（フィエールマン）是法語，常於音樂中表示較为高傲及高貴的音色，香港則取此意思，翻譯为「氣自豪」。

## 外部連結
- 氣自豪 netkeiba.com （页面存档备份，存于）
- 血統表 （页面存档备份，存于）